# Arycanda coelestis
Arycanda coelestis är en fjärilsart som beskrevs av Max Joseph Bastelberger 1908. Arycanda coelestis ingår i släktet Arycanda och familjen mätare. Inga underarter finns listade i Catalogue of Life.